# Atemninae
Sous-famille
Les Atemninae sont une sous-famille de pseudoscorpions de la famille des Atemnidae.

## Distribution
Les espèces de cette sous-famille se rencontrent en Afrique, en Asie, en Océanie, en Amérique et en Europe.

## Liste des genres
Selon Pseudoscorpions of the World (version 3.0) :
- Anatemnus Beier, 1932
- Atemnus Canestrini, 1884
- Athleticatemnus Beier, 1979
- Catatemnus Beier, 1932
- Cyclatemnus Beier, 1932
- Mesatemnus Beier & Turk, 1952
- Metatemnus Beier, 1932
- Micratemnus Beier, 1932
- Oratemnus Beier, 1932
- Paratemnoides Harvey, 1991
- Stenatemnus Beier, 1932
- Synatemnus Beier, 1944
- Tamenus Beier, 1932
- Titanatemnus Beier, 1932
- † Progonatemnus Beier, 1955

Le genre Trinidatemnus a été placé en synonymie avec Paratemnoides par Judson en 2016.

## Publication originale
- Kishida, 1929 : On the criteria to classify chelifers. Lansania, vol. 1, p. 124.